# ハマーゼン
ハマーゼン (ドイツ語: Hamersen) は、ドイツ連邦共和国ニーダーザクセン州のローテンブルク（ヴュンメ）郡に属す町村（以下、本項では便宜上「町」と記述する）で、ザムトゲマインデ・ジッテンゼンを構成する自治体の一つである。

## 地理
ハマーゼンはハンブルクとブレーメンの間、ジッテンゼンの南約3kmに位置する。この町はザムトゲマインデ・ジッテンゼンで2番目に小さな町である。

## 行政

### 議会
この町の議会は町長を含め7議席からなる。

## 経済と社会資本
この町は、生産性の高い農業によって成り立っている。14軒の有力な農場経営業者がある。この他に農業機械販売業者が2軒と大きな建設会社が1軒ある。また、ホールとディスコを併設したレストランが1軒ある。

## 引用
1. ↑  Landesamt für Statistik Niedersachsen, LSN-Online Regionaldatenbank, Tabelle A100001G: Fortschreibung des Bevölkerungsstandes, Stand 31. Dezember 2023